# Artemisia yunnanensis
Artemisia yunnanensis là một loài thực vật có hoa trong họ Cúc. Loài này được Jeffrey mô tả khoa học đầu tiên năm 1912.